# Jurgen van den Berg
Jurgen van den Berg (Hoogeveen, 8 december 1964) is een Nederlands presentator. 
Hij presenteert Villa VdB op NPO Radio 1. Daarvoor was hij te horen als presentator van NOS Radio 1 Journaal op NPO Radio 1, Cappuccino op Radio 2 en hij las het nieuws in ochtendprogramma GI:EL op Radio 3.

## Biografie
Jurgen van den Berg werd geboren in Hoogeveen. Zijn vader werkte bij Iglo-Ola; zijn moeder werkte thuis en deed administratief werk voor een bouwbedrijf. Hij heeft een zus.
Begin jaren 80 deed Van den Berg zijn eerste stappen in de radiowereld als dj "Kas Collins" bij de Hoogeveense radiopiraat Elko Radio. Later noemde hij zich  dj "Jeroen Bosch" bij de piratenzender Sunshine Radio, eveneens in Hoogeveen. Toen hij 17 jaar was won hij een dj-wedstrijd. De prijs was een nieuwe auto. Hij verkocht de auto en kocht met het geld twee platenspelers en een mengpaneel.
Van den Berg heeft een relatie met Petra Urban, rechtbanktekenaar voor De Telegraaf.

## Loopbaan
Na zijn studie aan de Academie voor de Journalistiek in Kampen (afstudeerrichting radio) ging Van den Berg in 1988 als redacteur, verslaggever en presentator werken bij de regionale omroepen in Noord-Nederland (Radio Noord/Radio Drenthe). In 1996 was hij een jaar lang als programmaleider gedetacheerd bij OOG Radio.

### 3FM
In 1998 trad Van den Berg als redacteur/nieuwslezer in dienst bij het NOS radionieuws. Hij begon daar als vaste nieuwslezer bij de ochtendshow van Edwin Evers en vanaf april 2000 Rob Stenders op 3FM. Later, in 2004, keerde hij terug naar 3FM als nieuwslezer in de ochtend bij Giel Beelen.

### Radio 1
Vanaf 2001 maakt Van den Berg programma’s op Radio 1. Hij presenteerde het nieuwsprogramma Radio 1 Journaal. Eerst samen met anderen en in de periode 2016-2021 als vaste presentator.
Van den Berg presenteerde ook veel sportprogramma’s zoals Langs de Lijn en de zaterdagcombinatie Radio 1 Journaal/Langs de Lijn (2006-2008). Van 2005 tot en met 2015 (behalve 2010 en 2011) was hij een van de duo-presentatoren van Radio Tour de France. Hij presenteerde verschillende speciale programma’s rondom voetbalkampioenschappen en Olympische Spelen.
In september 2009 nam Van den Berg afscheid van de NOS en ging aan de slag bij de NCRV. Hij presenteerde tot en met 31 december 2013 de programma's Lunch! en Stand.nl op Radio 1. Aansluitend het programma De Ochtend, samen met Ghislaine Plag. Dit deed hij tot 30 oktober 2015. Daarna presenteerde hij het nachtprogramma Casa Luna. 
In november 2021 presenteerde Jurgen van den Berg zijn laatste Radio 1 Journaal. Kort daarvoor had hij zijn vertrek aangekondigd. Vanaf januari 2022 werd hij presentator van Villa VdB (Radio 1, Omroep Max). "Ik was een beetje klaar met die waan van de dag," verklaart Van Berg zijn overgang naar Villa VdB. De andere invalshoeken en wat langere gesprekken vindt hij prettig.
In 2023 maakt hij voor Max  Vandaag (de internetpagina van Omroep Max) de audiowebserie Terug naar de Tour, een rondreis langs alle start- en finishplaatsen van de Tour de France. Met de 6-delige podcastserie Met de Billen Bloot besteedde Van den Berg aandacht aan de penopauze.

### Radio 2
In de jaren 10 maakte hij ook af en toe een uitstapje naar Radio 2. Zijn bekendste is het presenteren van Cappuccino, wat hij van half oktober 2011 tot januari 2014 deed. Ook was hij vaste invaller voor Knooppunt Kranenbarg.

### Andere omroepen
- Tijdens zijn NOS-periode werkte Van den Berg twee jaar als invalpresentator bij VARA's Ontbijtradio en als freelancer voor Radio West en RTV Utrecht.
- Hij was een seizoen voice-over voor de VARA-tv-programma's Twee voor twaalf en Herexamen.
- In 2004 presenteerde Van den Berg vijf maanden bij RTL FM het ochtendprogramma, waarna hij weer terugkeerde bij de NOS.[11]
- Vanaf september 2007 maakte Van den Berg het wekelijkse radioprogramma SlashDotDash op KX Radio.